# Laurhervasia setacea
Laurhervasia setacea is een insect uit de familie van de Nemopteridae, die tot de orde netvleugeligen (Neuroptera) behoort. 
Laurhervasia setacea is voor het eerst wetenschappelijk beschreven door Klug in 1838.